# Statuto di Westminster del 1275
Lo Statuto di Westminster del 1265 (13 Edward I, St. 1; conosciuto anche come Statuto di Westminster I, era uno statuto del Regno d'Inghilterra emabata dal Edoardo I ed è esso stesso un codice che raccoglie le leggi inglesi allora esistenti in 51 Capitoli.
Il Capitolo 5, conosciuto come il Freedom of Election Act 1275, è ancora in vigore nel Regno Unito. William Stubbs dice di esso:
Anche se è materia di disputa su quando è stato introdotto tra peine forte et dure (Law French - antico francese giuridico per "punizione dura e forte"), il capitolo 3 afferma che quei criminali che rimangono zitti devono essere messi in prison forte et dure (Law French).

## Storia
Era uno dei due Statuti inglesi in gran parte redatti da Robert Burnell e approvati durante il regno di Edoardo I d'Inghilterra. Re Edoardo era tornato dalla nona Crociata il 2 agosto 1274 e fu incoronato re d'Inghilterra il 19 agosto.
Il suo primo Parlamento d'Inghilterra è stato convocato per la solenne quindicina della Presentazione di Gesù al Tempio il 16 febbraio 1275 ma fu prorogue fino al giorno successivo la Pasqua, lunedì 22 aprile 1275 e si è riunito al Palazzo di Westminster; il suo principale lavoro era prendere in esame lo Statuto di Westminster I. Questo è stato redatto, non in latino, ma in lingua normanna, e fu approvato "par le assentement des erceveskes, eveskes, abbes, priurs, contes, barons, et la communaute de la tere ileokes somons" (con l'accordo degli arcivescovi, vescovi, abati, priori, conti, baroni, e la comunità della terra e degli assenti non rappresentati).

## Capitoli
Lo Statuto di Westminster I è composto da 51 capitoli:
| Capitolo | Titolo abbreviato                               | Titolo | Note                                                                          |
| -------- | ----------------------------------------------- | --- | ----------------------------------------------------------------------------- |
| 1        | Peace of the Church and the Realm Act 1275      | The Peace of the Church and the Realm shall be maintained. Religious Houses shall not be overcharged. La pace religiosa e nel Regno deve essere mantenuta. Le Case religiose non potranno fare pagare un prezzo troppo alto. | Ancora in vigore in Nuova Zelanda.                                            |
| 2        | Benefit of Clergy Act 1275                      | A Clerk convict of Felony, delivered to the Ordinary, shall not depart without Purgation. |                                                                               |
| 3        | Escapes Act 1275                                | No Penalty for an Escape before it be adjudged. |                                                                               |
| 4        | Wreck Act 1275                                  | What shall be adjudged Wreck of the Sea, and what not. |                                                                               |
| 5        | Freedom of Election Act 1275                    | There shall be no Disturbance of the Free Elections. Non vi dovrà essere alcun disturbo durante le libere elezioni. | Ancora in vigore in Inghilterra e Galles.                                     |
| 6        | Amercements Act 1275                            | Amerciaments shall be reasonable, and according to the Offence. |                                                                               |
| 7        | Purveyance Act 1275                             | In what manner, and of whom, Purveyance shall be made for a Castle. |                                                                               |
| 8        | Beaupleader Act 1275                            | Nothing shall be taken for beaupleader. |                                                                               |
| 9        | Pursuit of Felons Act 1275                      | All Men shall be ready to pursue Felons. |                                                                               |
| 10       | Coroners Act 1275                               | What sort of Men shall be Coroners. Sheriffs shall have Counter-Rolls with them. |                                                                               |
| 11       | Inquests of Murder Act 1275                     | Replevin by the Writ of Odio & Atia. Who shall be triers of Murther. |                                                                               |
| 12       | Standing Mute Act 1275                          | The Punishment of Felons refusing lawful Trial. |                                                                               |
| 13       | Rape Act 1275                                   | The Punishment of him that doth ravish a Woman. |                                                                               |
| 14       | Principal and Accessory Act 1275                | Appeal against the Principle and Accessary. |                                                                               |
| 15       | Prisoners and Bail Act 1275                     | Which Prisoners be mainpernable, and which not. The Penalty for unlawful Bailment. |                                                                               |
| 16       | Distress Act 1275 (c.16)                        | None shall distrain out of his Fee, not drive the Distress out of the County. |                                                                               |
| 17       | Distress Act 1275 (c.17)                        | The Remedy if the Distress be impounded in a Castle or Fortress. |                                                                               |
| 18       | Fines on the County Act 1275                    | Who shall assess the common Fines of the County. |                                                                               |
| 19       | Crown Debts Act 1275                            | A Sheriff having received the King's Debt, shall discharge the Debtor. |                                                                               |
| 20       | Trespassers in Parks and Ponds Act 1275         | Offenses committed in Parks and Ponds. Robbing of tame Beasts in a Park. |                                                                               |
| 21       | Lands in Ward Act 1275                          | No Waste shall be made in Wards Lands; nor in Bishops, during the Vacation. |                                                                               |
| 22       | Wardship Act 1275                               | The Penalty of an Heir marrying without Consent of his Guardian. A Woman Ward. |                                                                               |
| 23       | Distress for Debt Against Strangers Act 1275    | None shall be distrained for a Debt that he oweth not. |                                                                               |
| 24       | Unlawful Disseisin by Escheators, etc. Act 1275 | The Remedy if an Officer of the King do disseise any. |                                                                               |
| 25       | Champerty Act 1275                              | None shall commit Champerty, to have Part of the Thing in Question. |                                                                               |
| 26       | Extortion by Officers of the Crown Act 1275     | None of the King's Officers shall commit Extortion. |                                                                               |
| 27       | Extortion Act 1275 (c.27)                       | Clerks of Officers shall not commit Extortion. |                                                                               |
| 28       | Maintenance Act 1275                            | Clerks shall not commit Maintenance. |                                                                               |
| 29       | Fraud Act 1275                                  | The Penalty of a Serjeant or Pleader committing Deceit. |                                                                               |
| 30       | Extortion Act 1275 (c.30)                       | Extortion by Justices Officers. |                                                                               |
| 31       | Tolls in Markets and Murage Act 1275            | The Penalty for taking excessive Toll in a City, &c. Murage granted to Cities. |                                                                               |
| 32       | Purveyance, Crown Debts Act 1275                | The Penalty of Purveyors not paying for what they take. The King's Carriages. |                                                                               |
| 33       | Barretors Act 1275                              | No Maintainers of Quarrels shall be suffered. |                                                                               |
| 34       | Slanderous Reports Act 1275                     | None shall report slanderous News, whereby Discord may arise. |                                                                               |
| 35       | Excess of Jurisdiction in Franchises Act 1275   | The Penalty for arresting within a Liberty those that hold not thereof. |                                                                               |
| 36       | Aids for Knighthood, etc. Act 1275              | Aid to make the Son Knight, or to marry the Daughter. |                                                                               |
| 37       | Disseisin with Robbery, etc. Act 1275           | The Penalty of a Man attainted of Disseisin with Robbery in the King's Time. |                                                                               |
| 38       | Attaints in Real Actions Act 1275               | An Attaint shall be granted in Plea of Land touching Freehold. |                                                                               |
| 39       | Limitation of Prescription Act 1275             | Several Limitations of Prescription in several Writs. |                                                                               |
| 40       | Voucher to Warranty Act 1275                    | Voucher to Warranty, and Counter-pleading of Voucher. |                                                                               |
| 41       | Writ of Right Act 1275                          | The Champion's Oath in a Writ of Right. |                                                                               |
| 42       | Essoins Act 1275 (c.42)                         | Certain Actions wherein after Appearance the Tenant shall not be Essoined. |                                                                               |
| 43       | Essoins Act 1275 (c.43)                         | The shall be no Fourcher by Essoin. |                                                                               |
| 44       | Essoins Act 1275 (c.44)                         | In what Case Essoin ultra mare shall not be allowed. |                                                                               |
| 45       | Process Act 1275                                | In what Cases the great Distress shall be awarded. Where the Justices Estreats shall be delivered. |                                                                               |
| 46       | Order of Hearing Pleas Act 1275                 | One Plea shall be decided by the Justices before another commenced. |                                                                               |
| 47       | Real Actions Act 1275                           | In what Case the Nonage of the Heir of the Disseisor or Disseisee shall not prejudice. |                                                                               |
| 48       | Land in Ward Act 1275                           | The Remedy where a Guardian maketh a Feoffment of his Ward's Land. Suit by Prochein Amy. |                                                                               |
| 49       | Plea in Dower Act 1275                          | The Tenants Plea in a Writ of Dower. |                                                                               |
| 50       | Saving for the Crown Act 1275                   | | (Riduzione dei costi per la Corona) Ancora in vigore in Inghilterra e Galles. |
| 51       | Times of Taking Certain Assizes Act 1275        | Assises and Darrain Presentments at what Time taken. |                                                                               |